# Rifugio Passo Principe
Il rifugio passo Principe è un rifugio alpino situato nel Gruppo del Catinaccio nelle Dolomiti, nel territorio comunale di San Giovanni di Fassa (TN), a 2.601 metri di altitudine.

## Storia
Il rifugio passo Principe è stato costruito nel 1952 da Francesco Kofler di Campitello di Fassa. La prima costruzione fu fatta in valle, smontata e portata a spalle in quota e rimontata.
Il rifugio è stato ristrutturato nel 2010, e ulteriori lavori sono in programma dal settembre 2023.

## Caratteristiche e informazioni
Si compone di due piccoli edifici, a cavallo del passo Principe, sulla sella tra la cima Piccola di Valbona e il Catinaccio d'Antermoia, vetta più alta dell'intero gruppo con i suoi 3.004 m.
È aperto da marzo a ottobre e i fine settimana di febbraio, marzo ed aprile, con disponibilità di 25 posti letto.
La sua posizione lo rende un buon punto di partenza per molte escursioni ed ascensioni.

## Accessi
- Dal Rifugio Vajolet (2.243 m), segnavia n. 584 (ore 1,10).
- Dal Rifugio Antermoia (2.497 m) attraverso il Passo d'Antermoia (2.770 m), segnavia n. 584 (ore 01,15).
- Dal Rifugio Bergamo al Principe (2.134 m), segnavia 3a, poi 554 (ore 1,20).
- Dal Rifugio Alpe di Tires (2.440 m) attraverso il Passo Molignon (2.598 m), segnavia 3a-554 (ore 2,15).

## Ascensioni
- Catinaccio d'Antermoia (3.004 m), segnavia 585 - difficoltà F

## Traversate
- Al Rifugio Vajolet (2.243 m), segnavia n. 584 (ore 0,30).
- Al Rifugio Antermoia (2.497 m) attraverso il Passo d'Antermoia (2.770 m), segnavia n. 584 (ore 1,15).
- Al Rifugio Bergamo al Principe (2.134 m), segnavia 554, poi 3ª(ore 0,40).
- Al Rifugio Alpe di Tires (2.440 m) attraverso il Passo Molignon (2.598 m), segnavia 554 (ore 2.15).